# Handball-Regionalliga Süd 1993/94
Die Saison 1993/94 der Handball-Regionalliga  Süd war die vierundzwanzigste Spielzeit, welche unter dem Dach des Süddeutschen Handballverbandes (SHV) organisiert wurde und nach der Bundesliga, und der 2. Bundesliga zu den dritthöchsten Spielklassen im deutschen Handball gehörte.

## Saisonverlauf
Süddeutscher Meister sowie Aufsteiger in die 2. Bundesliga wurde die TV 1864 Schwetzingen und Vizemeister ohne Aufstiegsrecht der TSV Friedberg.

### Modus
Vierzehn Mannschaften spielten in zwei Gruppen eine Hin- und Rückrunde um die süddeutsche Meisterschaft und den Aufstieg
 in die 2. Bundesliga. Fünf Teams waren die Absteiger in die Oberligen.

### Teilnehmer und Abschlussplatzierungen
Nicht mehr dabei waren die Auf- und Absteiger der Vorsaison. Neu dabei waren zwei Absteiger (A) aus der 2. Bundesliga und fünf
 Aufsteiger (N) aus den Oberligen Südbaden, Baden, Württemberg, Sachsen und der Bayernliga.

### Männer
| Gruppe Nord/Ost  1. TSV Friedberg - 2. HG Erlangen - 3. Zwickauer HC Grubenlampe - 4. HSC Bad Neustadt - 5. TSV Milbertshofen (A) - 6. SC Vöhringen - 7. TuS Fürstenfeldbruck (A) - 8. HSG Freiberg - 9. HSV Dresden (N) - 10 TSV Bad Saulgau (N) - 11 TV 1877 Lauf - 12 BSV 1898 Bayreuth (N)  13 TSV 1860 Ansbach  14 TSV 1846 Nürnberg | Gruppe Süd/West  1. TV Schwetzingen - 2. Grün-Weiß Hofweier (N) - 3. TV Oppenweiler - 4. TSV Baden Östringen - 5. TV Weilstetten - 6. HSG Singen/Gottmadingen - 7. SG Köndringen/Teningen - 8. TSV Birkenau - 9. TuS Durmersheim - 10 TSV 1895 Oftersheim - 11 TSG Kronau (N)  12 TSV Jöhlingen  13 TSV Scharnhausen II  14 TuS Helmlingen |

Landkarte Regionalligen: Die blauen Felder umfassten den Bereich der Regionalliga Süd (SHV)

(N) = neu in der Liga (A) = Absteiger aus 2. Bundesliga
  Staffelsieger und Endspielteilnehmer
- Für die Regionalliga Süd 1994/95 qualifiziert

  Absteiger in die Bayernliga 1994/95

### Süddeutsche Meisterschaft
TSV Friedberg: TV 1864 Schwetzingen 14:20, 24:20

### Frauen
- Der HG Quelle Fürth wurde Süddeutscher Meister und hat sich für die 2. Bundesliga 1994/95 der Frauen qualifiziert.